# Edwin Conduah
Edwin Conduah (* um 1946; † 24. Oktober 2007 in Cape Coast) war ein ghanaischer Fußballspieler.

## Karriere
Edwin Conduah wurde um das Jahr 1946 geboren und war leistete vor allem in den späten 1960er und frühen 1970er Jahren einen immensen Beitrag am Erfolg der Mysterious Ebusua Dwarfs aus Cape Coast. Conduah war unter anderem einer der Torschützen, als Asante Kotoko, nachdem sie anlässlich des 34-jährigen Vereinsbestehens eine Tour durch das Vereinigte Königreich absolviert hatten, nach deren Rückkehr von den Dwarfs mit 5:0 bezwungen wurden. Conduah wurde zu dieser Zeit aufgrund seiner technischen Qualitäten als „Dribblingmaschine“ bezeichnet und galt laut George Tachie-Menson, der zum Zeitpunkt Conduahs Ableben der Chief Executive Officer der Dwarfs war, als einer der besten Fußballspieler, die der Verein je herausgebracht hatte. Seine Karriere führte ihn auch zum Stadtrivalen Venomous Vipers und zu den Dumas Boys of GTP, die in der Region um Teme und Akosombo angesiedelt sind. Während seiner erfolgreichen Zeit im Vereinsfußball schaffte er auch den Sprung zu den Black Stars, zur ghanaischen Fußballnationalmannschaft. In einer Ausgabe von Graphic Sports aus dem Jahr 2005 wurde Conduah als einer von mehreren Spielern genannt, „die großartig waren, aber noch nicht die nötige Anerkennung erhalten haben“.
Am 24. Oktober 2007 starb Edwin Conduah nach kurzer Krankheit im Alter von 61 Jahren im Central Regional Hospital in Cape Coast. Das Begräbnis fand über einen Monat später, am 1. Dezember 2007, auf dem Asokyeano Cemetery bei Cape Coast statt. Die Vereinsführung der Ebusua Dwarfs, der Venomous Vipers sowie die Cape Coast Old Players Association kondolierten nach dem Ableben Conduahs.